# Bahnhof Kikonai
Der Bahnhof Kikonai (jap. 木古内駅, Kikonai-eki) ist ein Bahnhof auf der japanischen Insel Hokkaidō. Er befindet sich in der Unterpräfektur Oshima auf dem Gebiet der Stadt Kikonai. Am südlichsten Bahnhof von Hokkaidō halten unter anderem Hochgeschwindigkeitszüge der Hokkaidō-Shinkansen.

## Verbindungen
Kikonai wird von drei Linien bedient:
- Der von JR Hokkaido betriebene Hokkaidō-Shinkansen verkehrt von Shin-Hakodate-Hokuto durch den Seikan-Tunnel nach Shin-Aomori.
- Die hier beginnende Kaikyō-Linie, die ebenfalls durch den Seikan-Tunnel führt, ist dem Güterverkehr von JR Freight vorbehalten.
- Von Kikonai nach Hakodate verläuft die Esashi-Linie, der Betrieb erfolgt durch die Bahngesellschaft Dōnan Isaribi Tetsudō.

Auf dem Vorplatz befindet sich ein Busterminal. Von diesem aus verkehren mehrere Buslinien der Gesellschaft Hakodate Bus, darunter eine Schnellbuslinie nach Matsumae.

## Anlage
Der unmittelbar beim Stadtzentrum liegende Trennungsbahnhof ist von Nordosten nach Südwesten ausgerichtet. Er besitzt im Freien sechs kapspurige Gleise an drei Bahnsteigen. Dem fahrplanmäßigen Verkehr dienen jedoch nur drei Gleise sowie je ein Seiten- und Mittelbahnsteig. Diese sind durch eine gedeckte Überführung mit der Bahnhofshalle verbunden, die den normalspurigen Shinkansen-Zügen vorbehalten ist. In der zweiten Ebene der aus Stahl und Glas errichteten Halle befinden sich drei Gleise und zwei Seitenbahnsteige (auf dem mittleren Gleis fahren die Züge durch). Auf einer Länge von rund dreieinhalb Kilometern verlaufen die kap- und normalspurigen Gleise in und um Kikonai nebeneinander, bis sie sich südlich des Bahnhofs zu Dreischienengleisen vereinen.

## Bilder

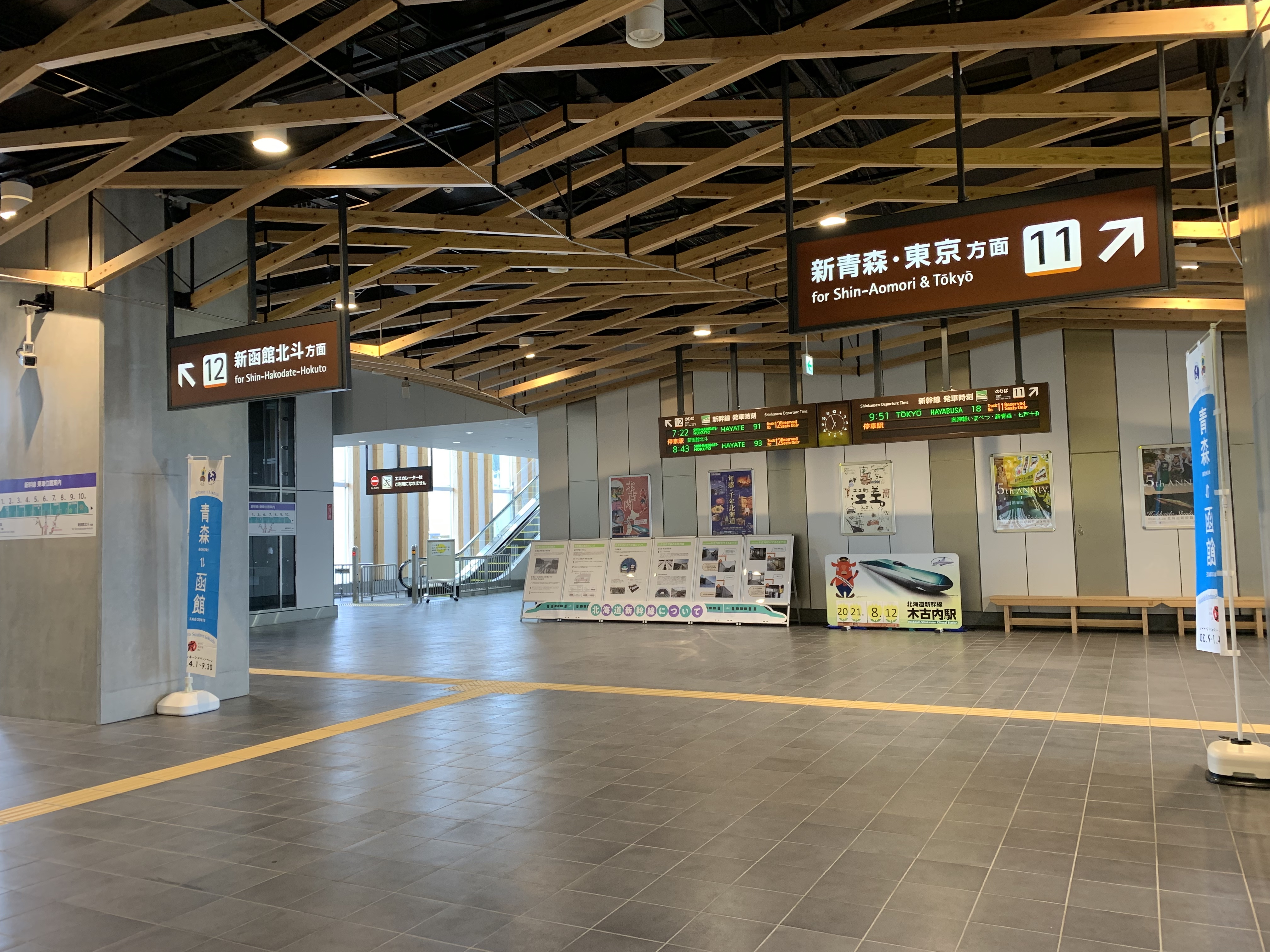
Haupthalle
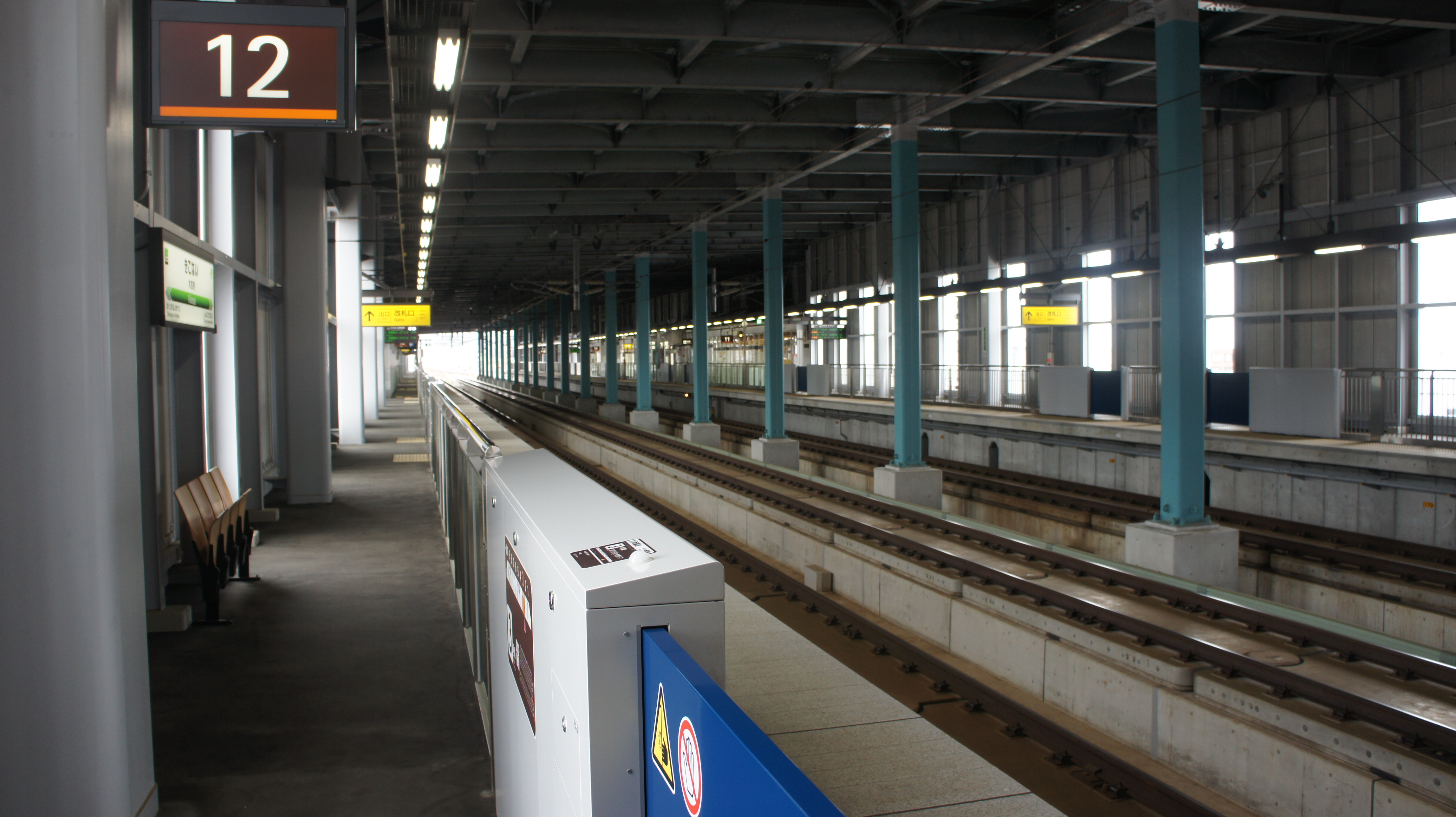
Shinkansen-Bahnsteige
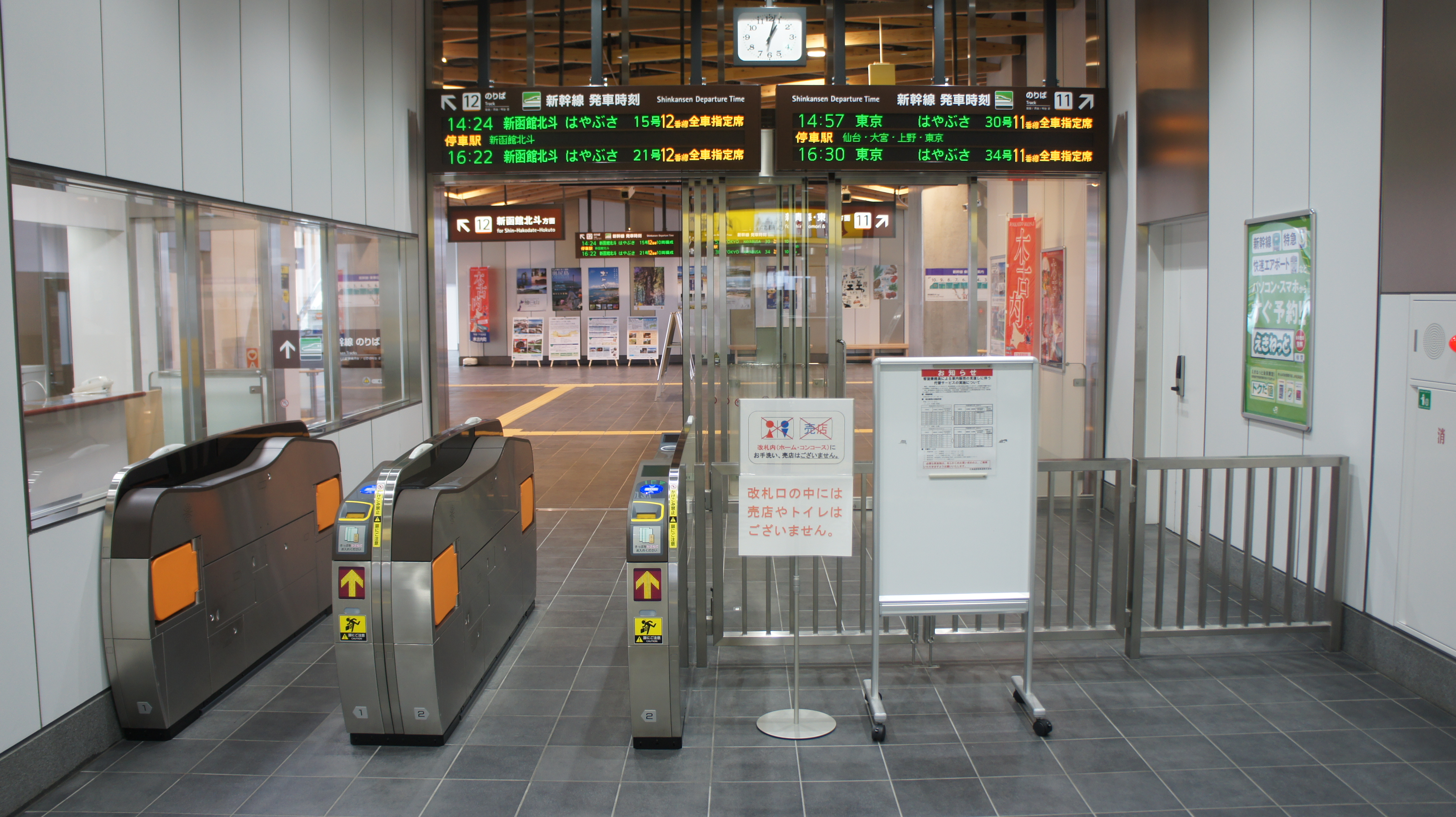
Bahnsteigsperren
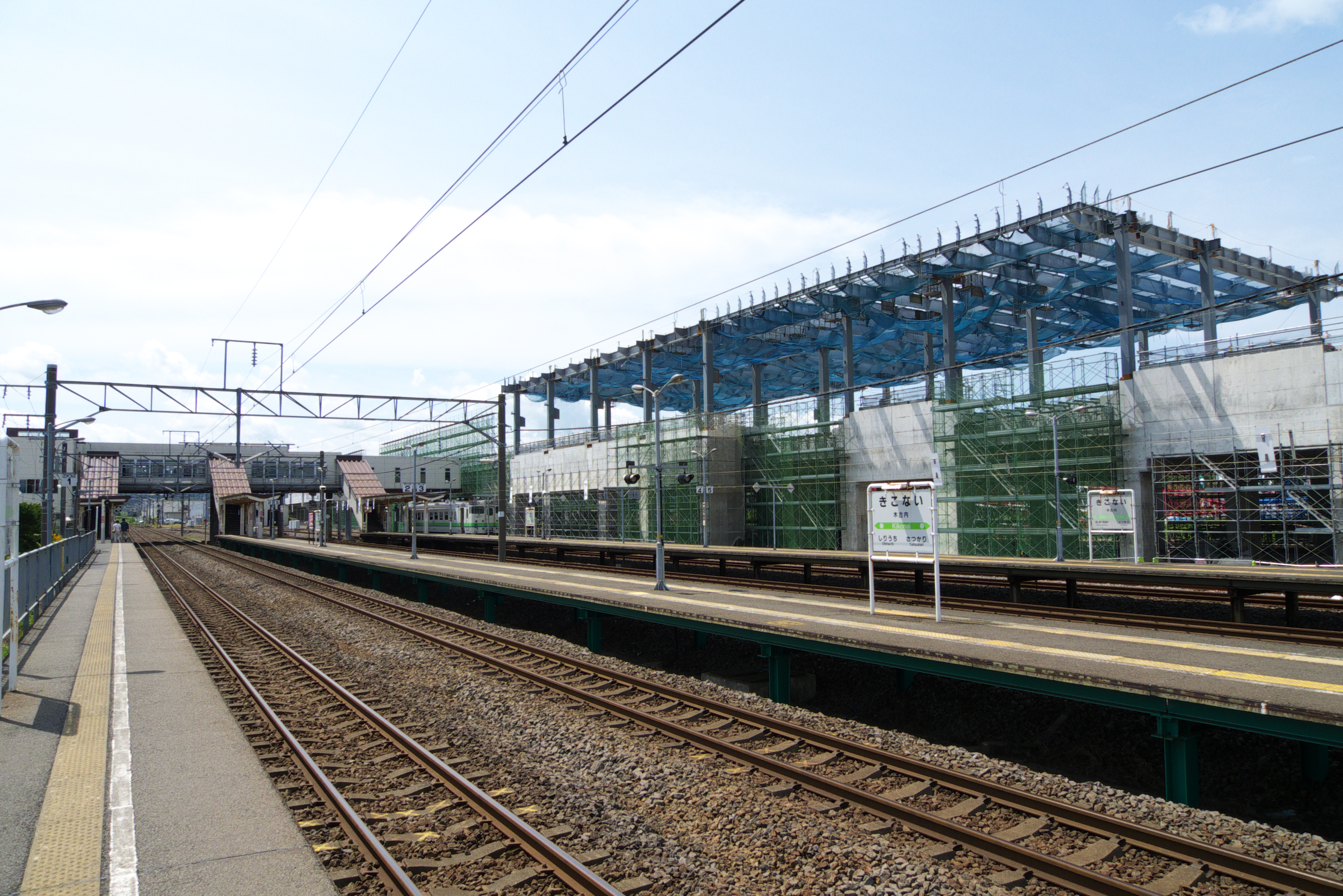
Bahnsteige der Esashi-Linie
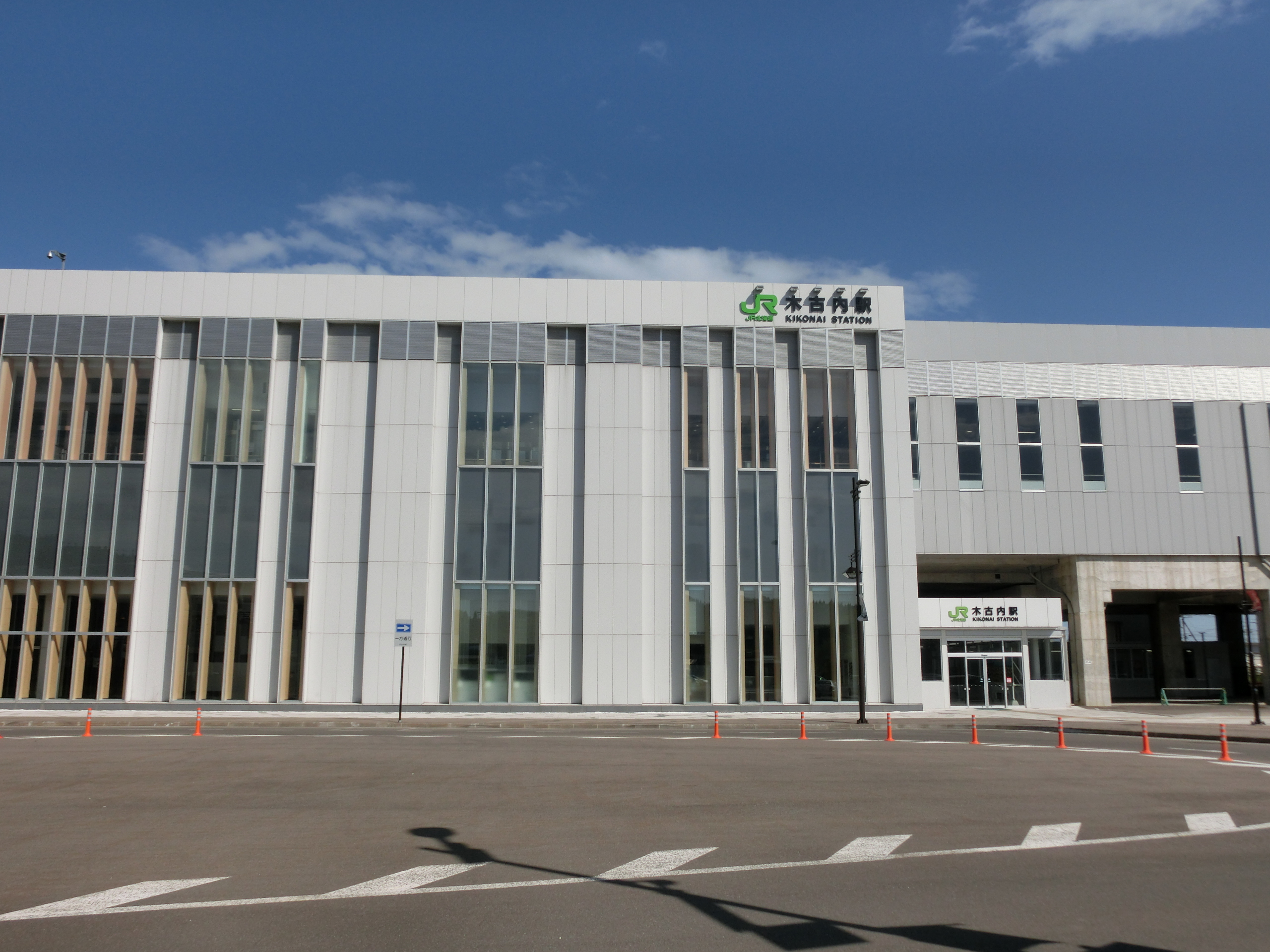
Nordausgang des Bahnhofs Kikonai

## Gleise
| \| 1 \| ▉ Kaikyō-Linie \| Hakodate (Güterverkehr) \| \| 2 \| ▉ Kaikyo-Linie \| Aomori (Güterverkehr) \| \| 3 \| ▉ Kaikyo-Linie \| (Abstellgleis) \| \| 4/5 \| ▉ Esashi-Linie \| Hakodate \| \| 11 \| ▉ Hokkaidō-Shinkansen \| Shin-Aomori • Morioka • Sendai • Tokio \| \| 12 \| ▉ Hokkaidō-Shinkansen \| Shin-Hakodate-Hokuto \| |                       |                                        |
| 1 | ▉ Kaikyō-Linie        | Hakodate (Güterverkehr)                |
| 2 | ▉ Kaikyo-Linie        | Aomori (Güterverkehr)                  |
| 3 | ▉ Kaikyo-Linie        | (Abstellgleis)                         |
| 4/5 | ▉ Esashi-Linie        | Hakodate                               |
| 11 | ▉ Hokkaidō-Shinkansen | Shin-Aomori • Morioka • Sendai • Tokio |
| 12 | ▉ Hokkaidō-Shinkansen | Shin-Hakodate-Hokuto                   |

## Linien
| Verlauf der Hokkaidō-Shinkansen                                    |
| ------------------------------------------------------------------ |
| Shin-Aomori • Okutsugaru-Imabetsu • Kikonai • Shin-Hakodate-Hokuto |

| Verlauf der Esashi-Linie |
| --- |
| Hakodate • Goryōkaku • Nanaehama • Higashi-Kunebetsu • Kunebetsu • Kiyokawaguchi • Kamiiso • Moheji • Oshima-Tōbetsu • Kamaya • Izumisawa • Satsukari • Kikonai |

## Geschichte

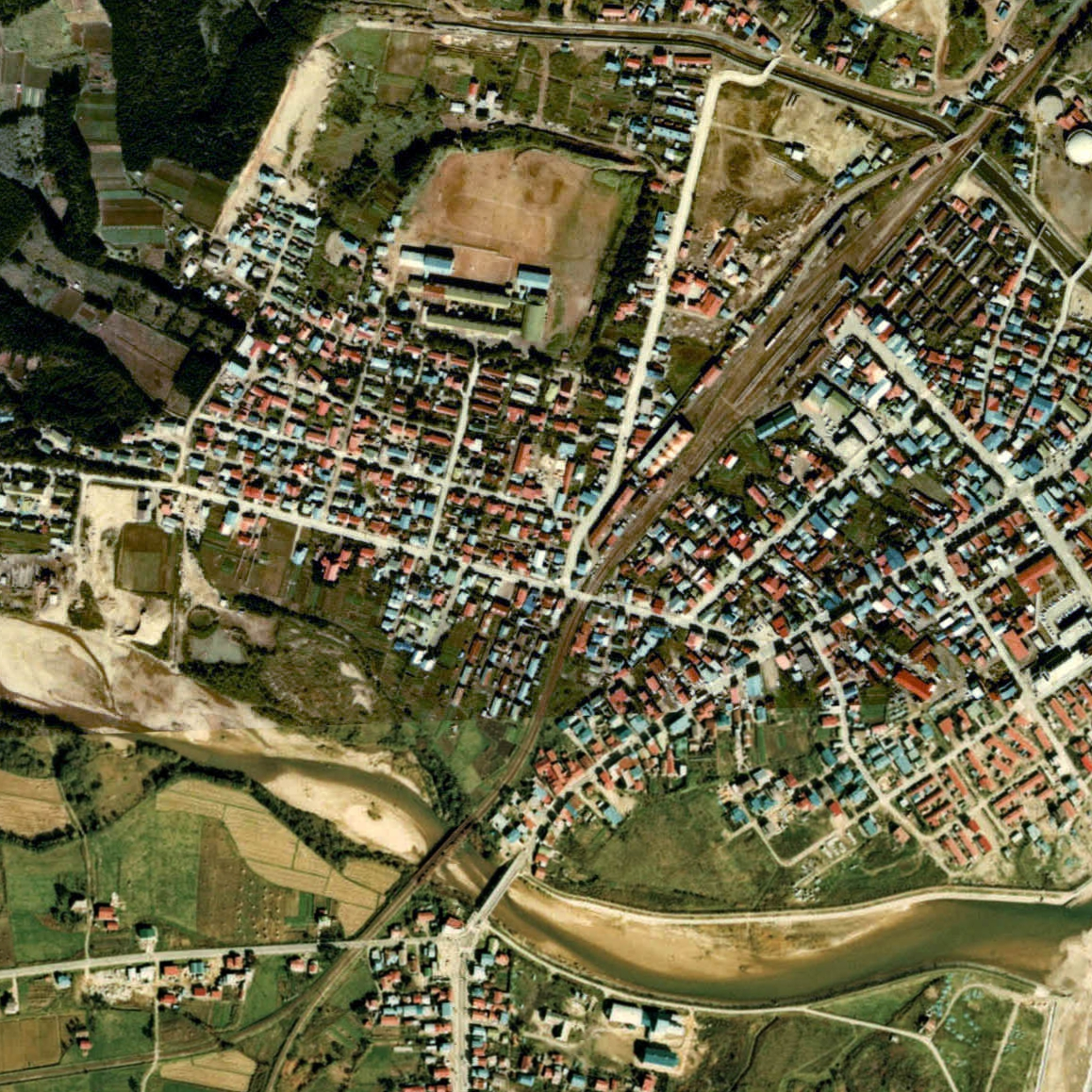
Luftansicht (1976)

Das Eisenbahnministerium nahm am 25. Oktober 1930 den zweiten Abschnitt der Esashi-Linie zwischen Kamiiso und Kikonai in Betrieb. Der Bahnhof war zunächst sechs Jahre lang Endstation. Am 10. Dezember 1935 wurde die Linie nach Yunotai verlängert und reichte im darauf folgenden Jahr schließlich bis nach Esashi. Die Eröffnung des ersten Abschnitts der in Kikonai abzweigenden Matsumae-Linie erfolgte am 12. Oktober 1937. Diese wurde in mehreren Etappen verlängert, bis sie 1953 Matsumae an der südlichsten Spitze Hokkaidōs erreichte.
Aus Kostengründen stellte die Japanische Staatsbahn am 15. November 1982 den Güterumschlag in Kikonai ein, am 14. März 1985 auch die Gepäckaufgabe. Im Rahmen der Staatsbahnprivatisierung ging der Bahnhof am 1. April 1987 in den Besitz der neuen Gesellschaft JR Hokkaido über. Die Matsumae-Linie wurde am 1. Februar 1988 zwar stillgelegt, doch nur wenige Wochen später nahm die Bedeutung des Bahnhofs mit der Eröffnung des Seikan-Tunnels und der dazugehörenden Kaikyō-Linie am 13. März markant zu. Gleichzeitig wurde der östlich von Kikonai liegende Abschnitt der Esashi-Linie elektrifiziert. Dies ermöglichte die Einführung der Hatsukari-Schnellzüge von Morioka nach Hakodate, die auch in Kikonai hielten; hinzu kamen Kaikyō-Eilzüge von Aomori nach Hakodate.
Die Bauarbeiten am neuen Empfangsgebäude begannen am 29. Mai 2013 nach einer feierlichen Zeremonie. Knapp ein Jahr später, am 12. Mai 2014, legte JR Hokkaido den westlich von Kikonai liegenden Abschnitt der Esashi-Linie still. Nach etwas mehr als zweijähriger Bauzeit war das neue Empfangsgebäude im Juli 2015 fertiggestellt. Am 26. März 2016 wurde die Hokkaidō-Shinkansen eröffnet. JR Hokkaido übertrug am selben Tag den Betrieb auf der Kaikyō-Linie an die Güterverkehrsgesellschaft JR Freight, während es den östlichen Abschnitt der Esashi-Linie an die neu gegründete Regionalbahngesellschaft Dōnan Isaribi Tetsudō abtrat. Den Personenverkehr durch den Seikan-Tunnel führen nur noch Shinkansen-Züge durch.